# 布鲁诺·奇里洛
布鲁诺·奇里洛（義大利語：Bruno Cirillo，1977年3月21日—），意大利男子足球运动员，司职后卫。他曾代表意大利国奥队参加2000年夏季奥林匹克运动会足球比赛，获得第五名。